# Đan viện Fontenay
Đan viện Fontenay (tiếng Pháp: Abbaye de Fontenay) là một đan viện nằm ở Marmagne thuộc Bourgogne miền Trung nước Pháp. Đây là một trong những đan viện của các đan sĩ dòng Xitô cổ nhất và hoàn thiện nhất còn tồn tại đến ngày nay ở châu Âu. Từng có thời kì phát triển mạnh từ thế kỉ 12 đến thế kỉ 14, Fontenay sau đó suy tàn trong nhiều thế kỉ và mãi đến cuối thế kỉ 19 mới bắt đầu được khôi phục. Năm 1981 đan viện đã được UNESCO đưa vào danh sách Di sản thế giới.

## Lịch sử
Đan viện Fontenay được thành lập năm 1119 bởi Bernard de Clairvaux và được Giáo hoàng Eugene III làm phép thành năm 1147. Thời gian 200 năm sau đó là giai đoạn rất phát triển của đan viện khi các giáo sĩ phát triển việc luyện kim và khi vua Louis IX quyết định miễn hết mọi loại thuế cho đan viện vào năm 1259. Năm 1269, Fontenay trở thành đan viện hoàng gia và tiếp tục được các vua Jean II, Charles VIII và Louis XII dành cho nhiều ưu đãi. Từ thế kỉ 14 thì đan viện bắt đầu suy tàn vì chiến tranh và sự thay đổi chính sách của hoàng gia đối với giới tăng lữ.
Đến thế kỉ 18 thì đan viện gần như lụi tàn và vào năm 1791 các đan sĩ đã phải bán lại đan viện cùng toàn bộ phần đất của nó với giá 78.000 franc cho Claude Hugot để ông này biến nó thành một xưởng làm giấy trong gần một thế kỉ. Năm 1820, đan viện trở thành tài sản của Élie de Montgolfier và đến năm 1906 thì được Édouard Aynard, một chủ ngân hàng người Lyon mua lại. Trong khoảng thời gian từ 1905 đến 1911 các tòa nhà của Fontenay được tu sửa để lấy lại dáng vẻ thời Trung Cổ của nó, các nhà xưởng được cho phá hủy. Năm 1981 đan viện Fontenay được UNESCO đưa vào danh sách Di sản thế giới.

## Kiến trúc
Đan viện Fontenay bao gồm một nhà thờ được xây dựng trong khoảng thời gian từ 1127 đến 1150 dài 66 mét, rộng 8 mét trong đó cánh ngang dài 19 mét và gian giữa rộng 8 mét. Bên trong nhà thờ có đặt một tượng Đức Mẹ đồng trinh và Chúa hài đồng (Vierge à l'enfant) có niên đại từ thế kỉ 12. Bức tượng này trước đó bị đặt ngoài trời ở nghĩa trang Touillon (nằm bên cạnh nhà thờ).
Phần đan viện của Fontenay có kích thước 36 x 38 mét với 4 gian. Bên cạnh phần đan viện còn có gian phòng của hội đồng đan tu (salle capitulaire), gian của các đan tu (salle des moines), nhà ngủ (dortoir) và phần xưởng. Đây là những phần được phép tham quan của Fontenay. Bên cạnh các phần được phép tham quan, Fontenay còn có các phần đóng bị đóng cửa như bệnh xá, nhà gác hay galerie Seguin.

## Hình ảnh

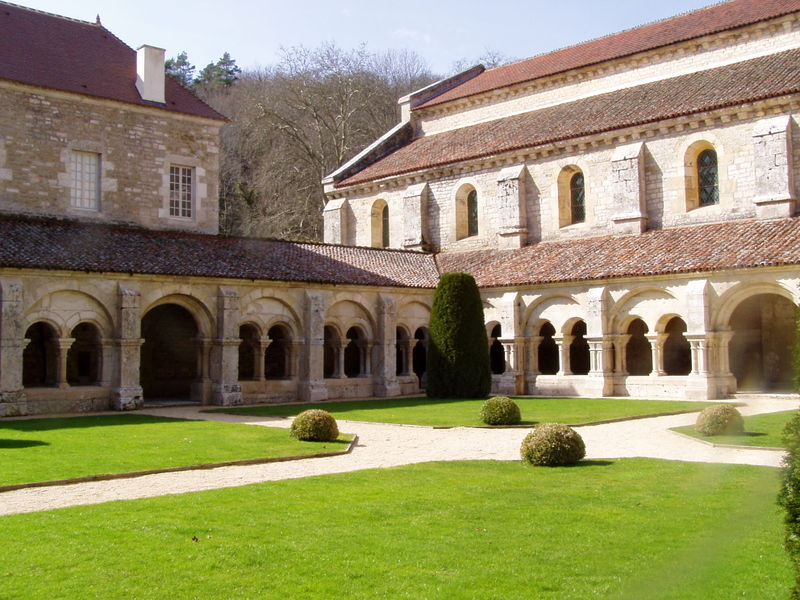
Đan viện nhìn từ sân giữa
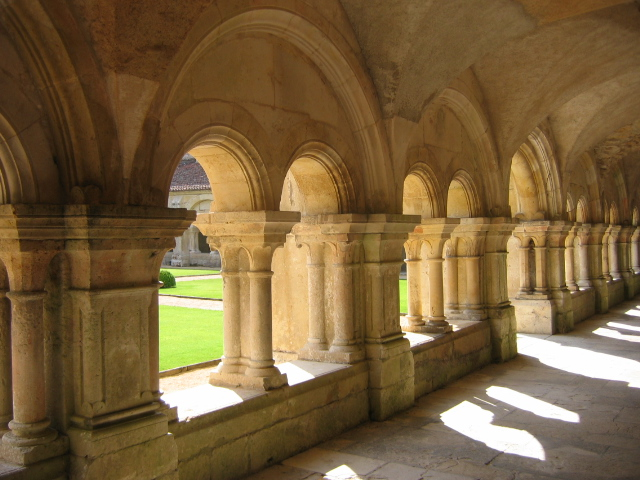
Hành lang
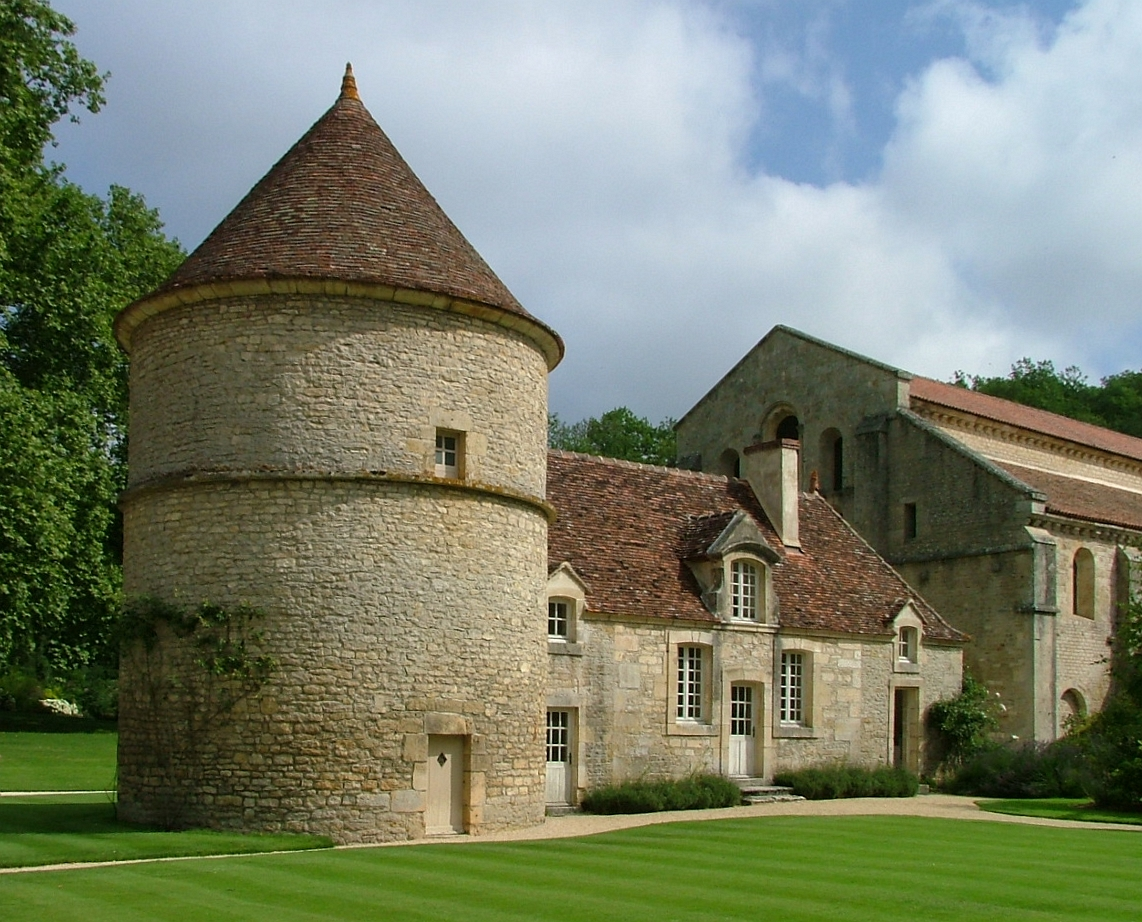
Nhà nuôi bồ câu
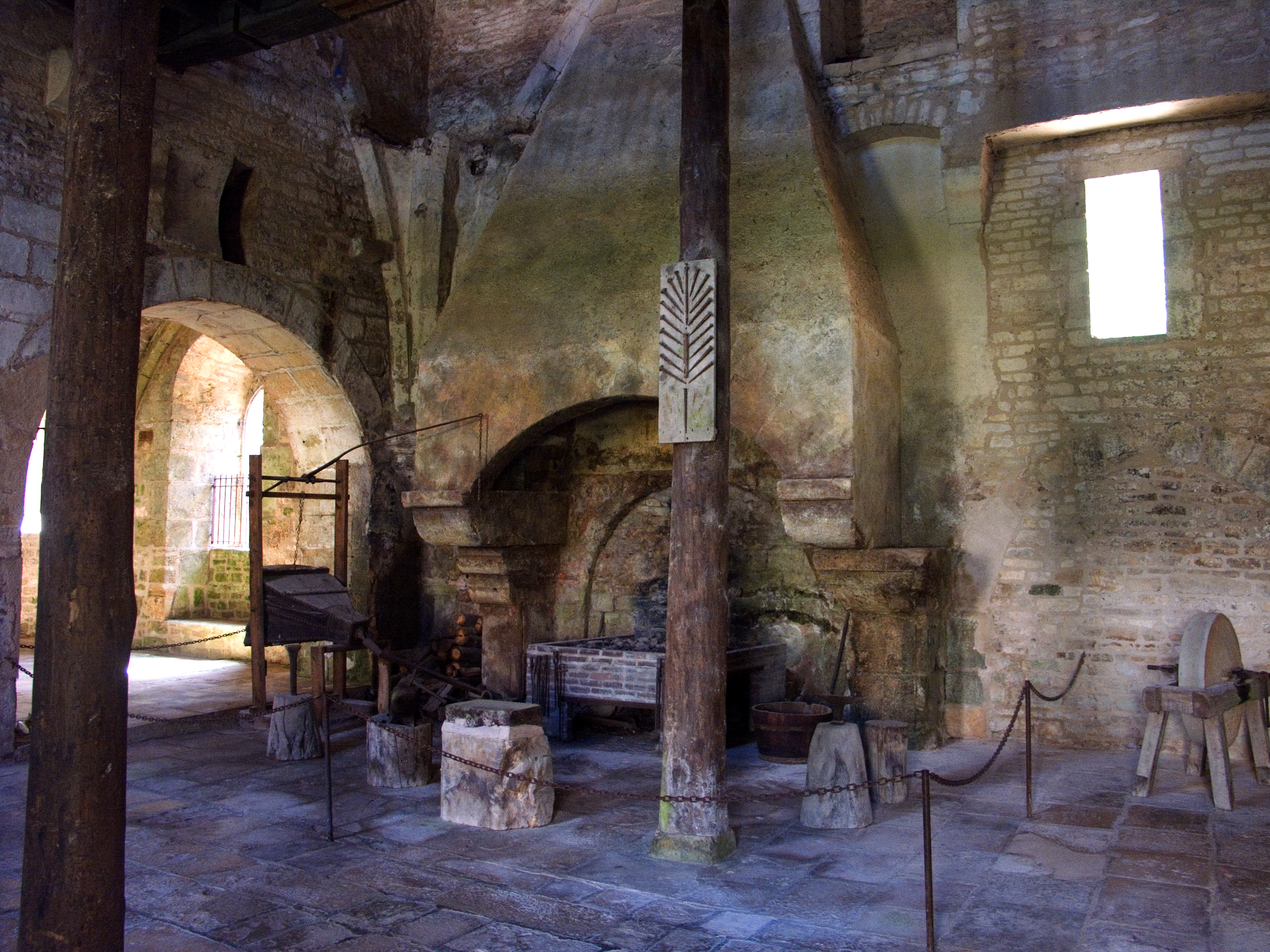
Khu xưởng
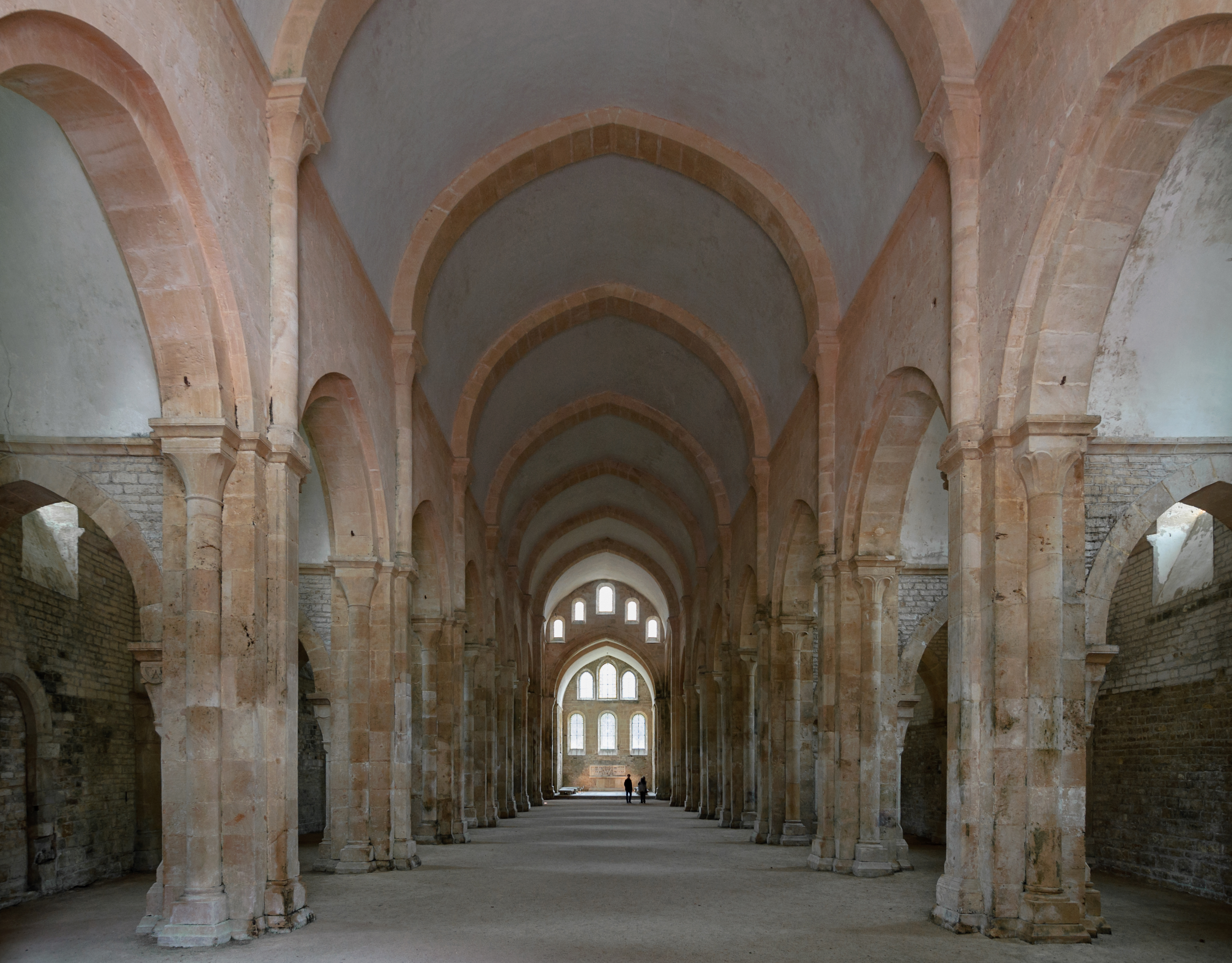
Bên trong nhà thờ của tu viện
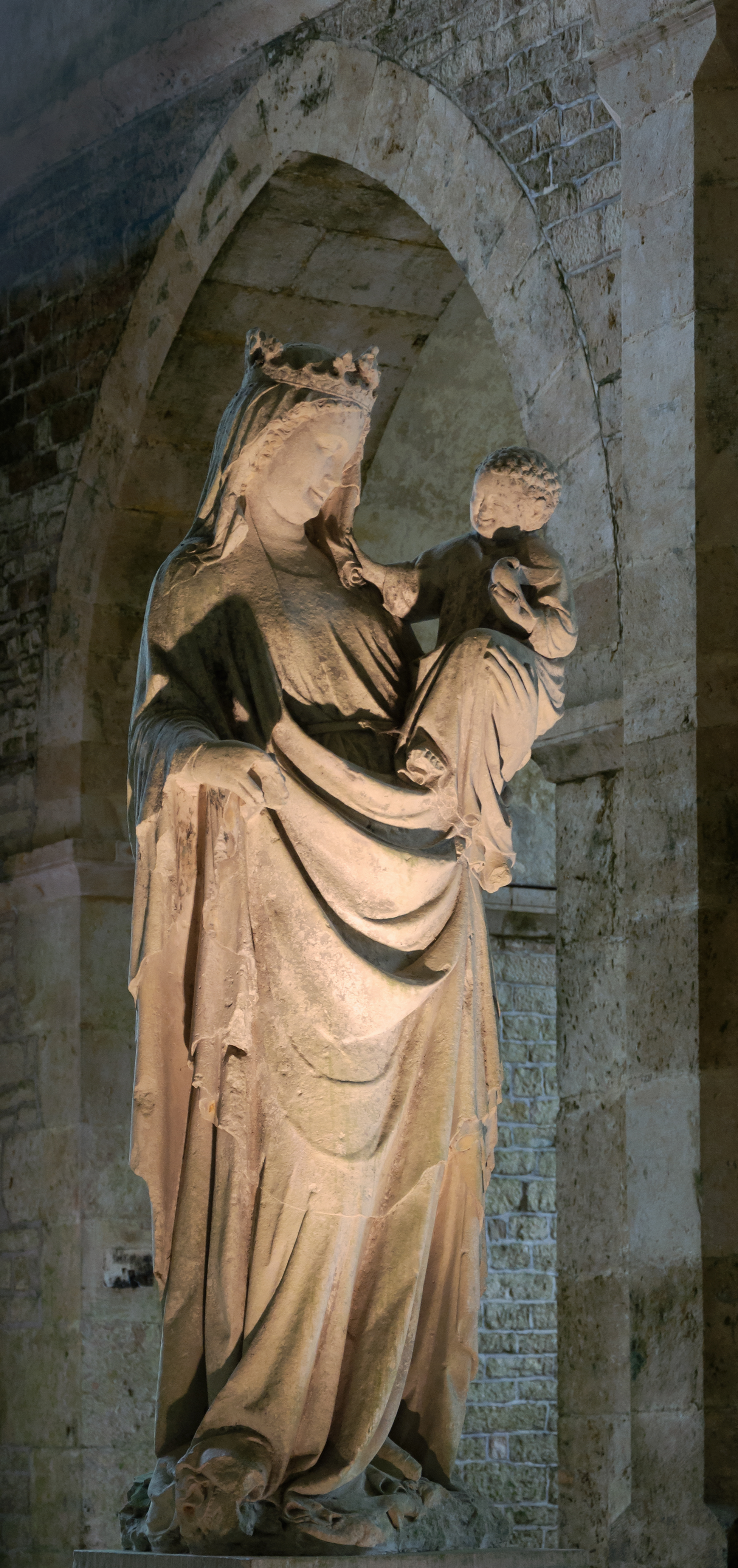
Tượng Đức Mẹ đồng trinh và Chúa hài đồng
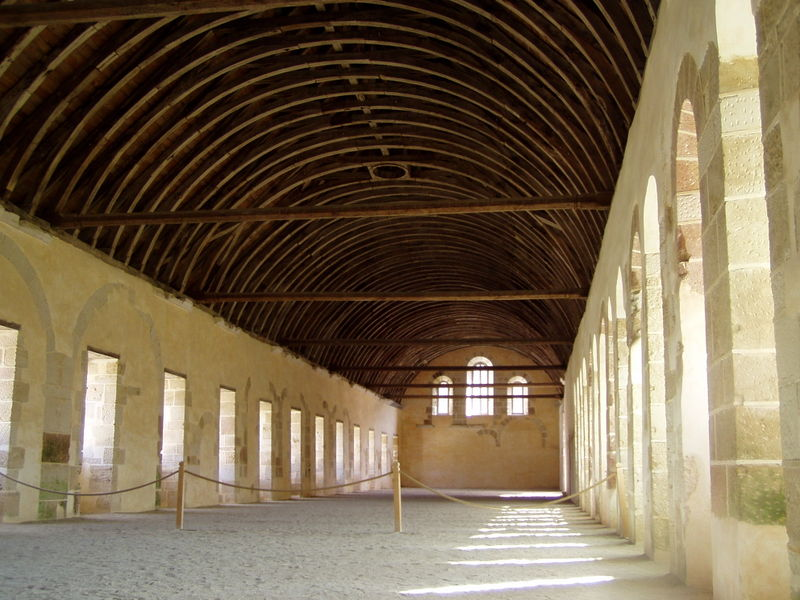
Phòng ngủ
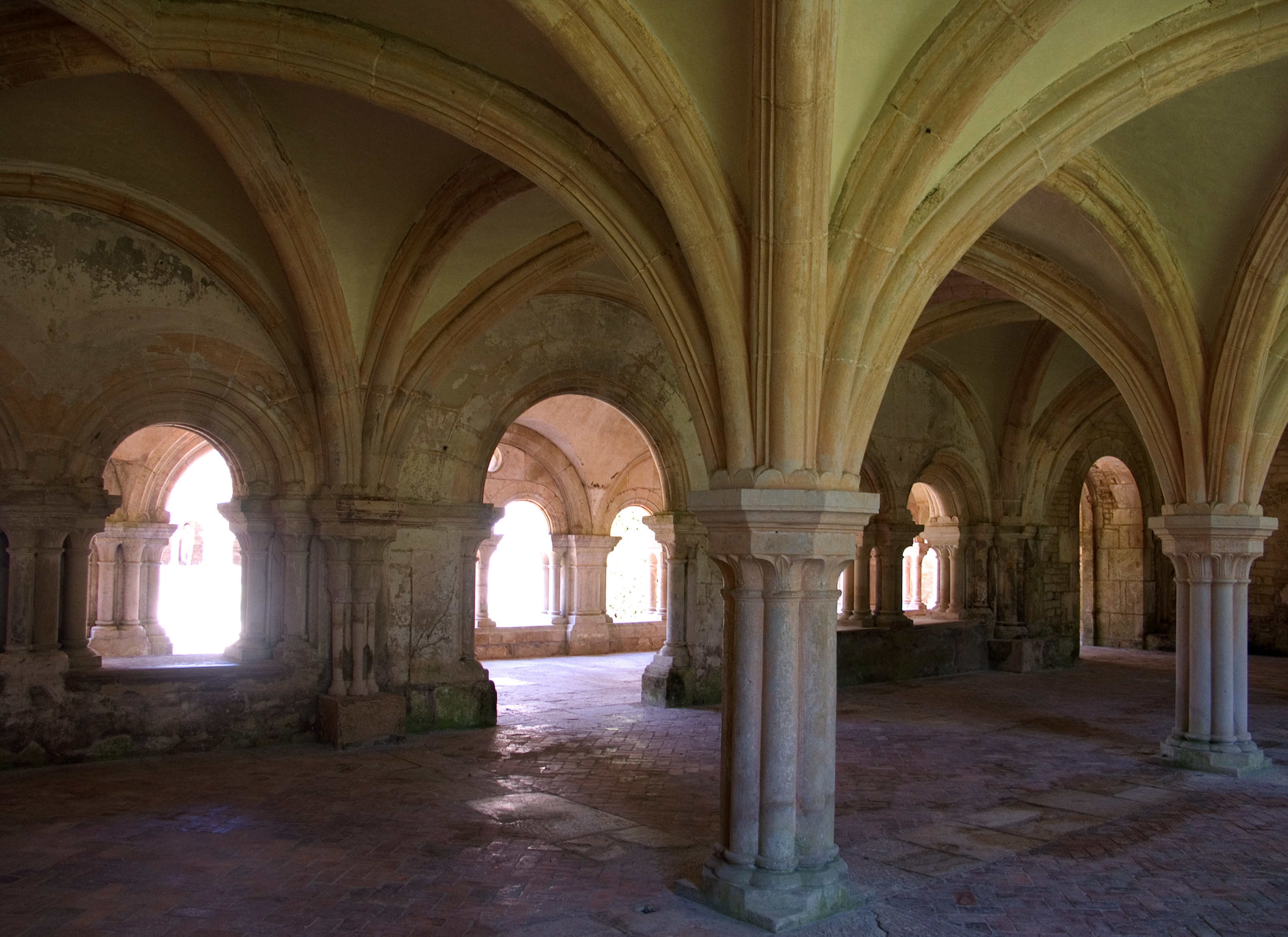
Phòng Hội đồng đan tu